# Felix Huch
Felix Huch (* 6. September 1880 in Braunschweig; † 6. Juli 1952 in Tutzing) war ein deutscher Arzt und Schriftsteller, der vor allem mit seinen biographischen Musikerromanen bekannt wurde.

## Leben
Felix Huch wurde in eine Familie von Literaten geboren. Er war das zweitälteste Kind des Juristen William Huch und dessen zweiter Ehefrau Marie Huch, einer Tochter des Abenteuer- und Reiseschriftstellers Friedrich Gerstäcker, und ein Cousin von Ricarda Huch und deren Bruder Rudolf Huch. Sein Vater tötete sich 1888 selbst. Nach dem Tod seines Vaters wuchs er in Dresden auf, studierte Medizin und lebte drei Jahre in Südamerika. In Bautzen und Würzburg wirkte er als Arzt im staatlichen Gesundheitswesen; bei seiner Pensionierung trug er den Titel eines Obermedizinalrats. Nach der Pensionierung lebte er zunächst in Bad Godesberg, seinen Lebensabend verbrachte er in Ammerland am Starnberger See.

## Werk
Der Erzähler Huch war hauptsächlich Verfasser von biographischen Romanen mit einem besonderen Schwerpunkt auf Musikerbiographien. Musik hieß mich schreiben – so fasste Huch 1951 im Titel eines in Welt und Wort erschienenen Selbstporträts seinen schriftstellerischen Antrieb zu einer kurzen Formel zusammen. Musikerromane wie Der junge Beethoven (1927), Beethovens Vollendung (1931), Mozart (1941) und Mozart in Wien (1948) bilden denn auch sein Hauptwerk.
Nur weniges anderes, wie Der Kaiser von Mexiko (1949), erschien von Huch. Über seinen berühmten Großvater, den Erzähler Friedrich Gerstäcker, schrieb er ebenfalls eine Art biographischen Roman, nämlich Dresdner Capriccio (1948), „die Geschichte einer jungen Liebe“.

## Wirkung
Die Romane Huchs über Beethoven und Mozart sind bis heute in immer neuen Ausgaben und Bearbeitungen im Handel erhältlich und finden ein immer neues Publikum. Sie liegen zum Teil auch in andere Sprachen übersetzt vor.